# Jean Baseilhac
Jean Baseilhac, bekendt under navnet Frère Côme, (født 1703 i Pouyastruc nær Tarbes, død 1781) var en fransk læge.
Baseilhac, der var livkirurg hos ærkebispen af Bayeux, indtrådte under navnet Jean de Saint-Côme 1729 i bernhardinernes orden i Paris. Foruden andre instrumenter opfandt han den krummede troikart til blærestik og 1743 en kniv til stensnit. Han skrev: Recueil de pièces importantes sur l'opération de la taille faite par le lithotome caché (1751) og Nouvelle méthode d'extraire la pierre de la vessie urinaire par dessus le pubis (1779).